# Ga sân bay quốc tế Gimhae
Ga sân bay quốc tế Gimhae (tiếng Hàn: 공항역; Hanja: 空港驛) là ga của Tuyến BGLRT của Busan Metro ở Daejeo-dong, quận Gangseo, Busan, Hàn Quốc.

## Liên kết
- (tiếng Hàn) Thông tin ga từ Tổng công ty vận chuyển Busan